# Focke-Achgelis Fa 330

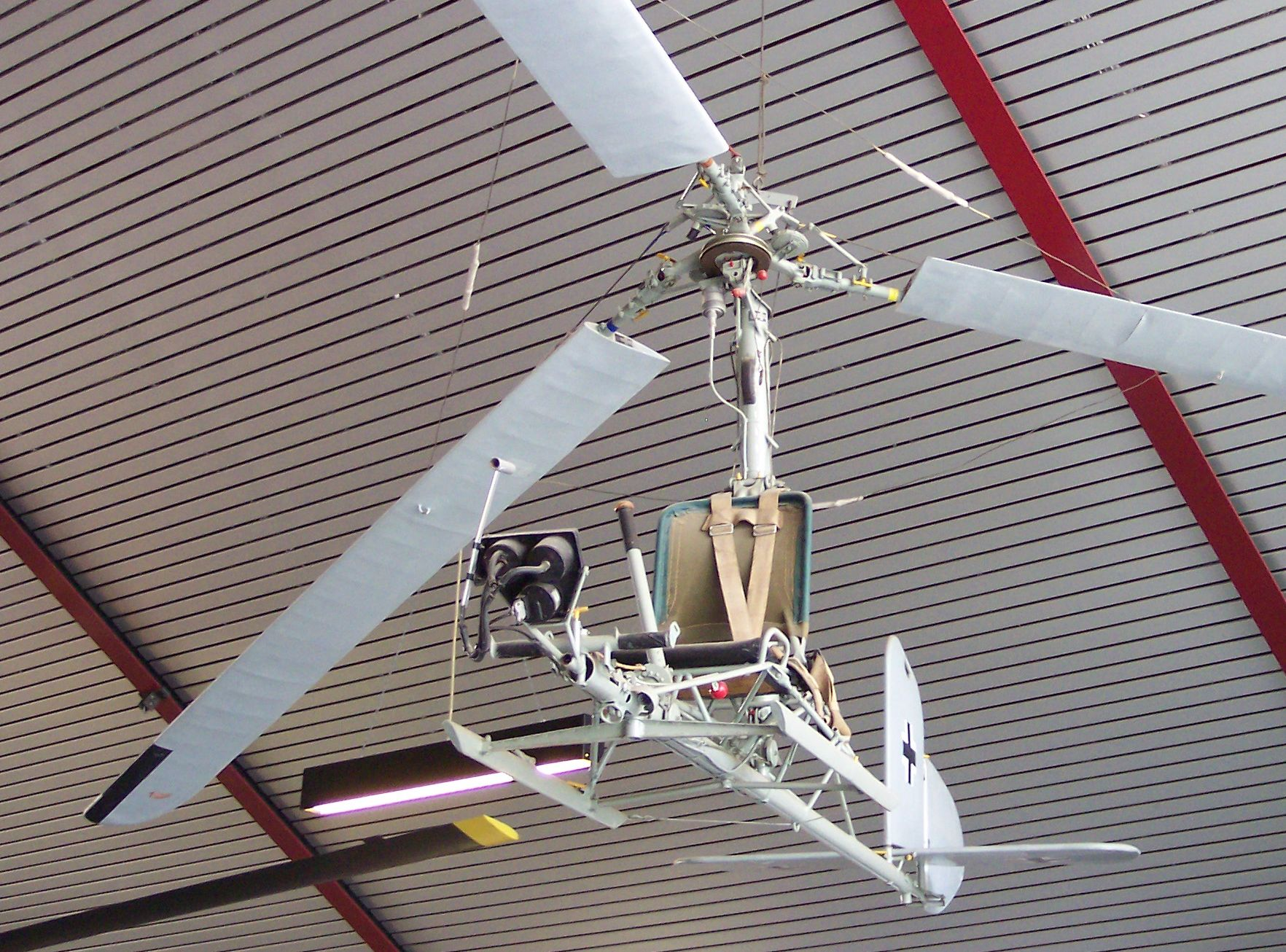
Fa 330 „Bachstelze“ im Hubschraubermuseum Bückeburg

Der Focke-Achgelis Fa 330 „Bachstelze“ war ein motorloser Kleintragschrauber, der für den Einsatz auf U-Booten und Schiffen bestimmt war.

## Entwicklung
Der Anstoß zur Entwicklung des Fa 330 geht auf den bei Focke-Achgelis tätigen Testpiloten Carl Bode zurück, der bei einem Aufenthalt bei der E-Stelle Rechlin im Jahr 1941 von dem Problem der U-Boot-Waffe erfuhr, gegnerische Schiffe bei Überwasserfahrt in den Weiten des Atlantiks optisch rechtzeitig ausmachen zu können, da der Sichtbereich der nur wenige Meter über der Wasseroberfläche agierenden Beobachtungsposten sehr begrenzt und dadurch die Gefahr, selbst entdeckt zu werden, sehr hoch war. Versuche mit einem Flettner Fl 265 als „fliegendem Auge“ hatten sich von Überwassereinheiten aus zwar als erfolgreich erwiesen, doch für den Einsatz auf U-Booten war dieser Hubschrauber zu groß. Bei einer Werksbesprechung wurde die Thematik von Bode geschildert und der anwesende Henrich Focke stimmte der Entwicklung eines zunächst Kleinsthubschraubers zu. Berechnungen zeigten jedoch, dass die Konstruktion zu kompliziert und zu schwer ausfallen würde, da ein Antrieb mit mindestens 60 PS Leistung nötig war. Daraufhin regte Ingenieur Reinhold Gensel die Entwicklung eines Tragschraubers an. Dieser Vorschlag wurde an das Reichsluftfahrtministerium weitergereicht, das im Herbst 1941 einen Entwicklungsauftrag erteilte. Darauf folgend wurde bei Focke-Achgelis mit der Konstruktion eines geschleppten Tragschrauberdrachens unter der Tarnbezeichnung Entwurf 19, später Bachstelze, unter der Leitung von Paul Klages begonnen.
Der erste Prototyp war nach wenigen Monaten vollendet und wurde zur Erprobung zum großen Windkanal von Chalais-Meudon bei Paris transportiert, wiederum auf Vorschlag Bodes, der dort ab Mai 1942 in ihm die ersten Fesselflüge durchführte. Die ersten Freiflüge wurden zwischen dem 4. und 6. Juni bei der E-Stelle Travemünde an Bord des Flugsicherungsschiffes Greif durchgeführt, weitere zwischen dem 8. und 19. Juni. Anschließend wurden Ende des Monats von Bode in Meudon die ersten elf Piloten sowie eine Gruppe angehender Ausbilder in die Handhabung des Fa 330 eingewiesen. Die Einsatzerprobung führte Bode ab dem 28. Juli 1942 an Bord des Hilfskreuzers Komet durch. Die ersten Tests von einem U-Boot aus wurden im August 1942 erfolgreich absolviert. Einige Fa 330 wurden auch an Land auf der Autobahn Bautzen–Dresden erprobt, wobei die Ladeflächen von Opel-Blitz-Lastkraftwagen als Startrampen dienten. Weitere erhielten ein Radfahrwerk und wurden mittels Winden- oder Flugzeugschlepp zur Ausbildung eingesetzt. Die Serienproduktion als Fa 330 A-1 begann im Herbst 1942.
Die Existenz des Tragschraubers blieb den Alliierten lange Zeit verborgen. Erst als am 2. Mai 1944 eine britische Einheit das an der somalischen Küste gestrandete U-Boot U 852 untersuchte und darin eine Bachstelze vorfand, wurde dessen Existenz bekannt. Es sollen rund 200 Exemplare der Fa 330 bei Weserflug in Hoykenkamp endmontiert worden sein. Einige davon kamen 1945 nach Großbritannien und wurden bei dem Airborne Forces Experimental Establishment, RAF Beaulieu, untersucht. Ein weiterer Prototyp wurde nach dem Krieg in Frankreich als SNCASO SE-3101 fertiggestellt, weitere 20 wurden aus vorhandenen Baugruppen zusammengebaut. Auch in den USA wurden einige Fa 330 getestet.
Da der Einsatz von einem U-Boot aus ein schnelles Abtauchen des U-Bootes verhinderte, wenn Fluggerät und Pilot nicht zurückgelassen wurden, war der Erfolg des Musters sehr begrenzt. Im weiteren Verlauf wurde die Möglichkeit einer Modifikation der Fa 330 zu einem Hubschrauber mittels eines 60-PS-Motors geprüft, jedoch als nicht machbar erachtet. Stattdessen wurde der äußerlich recht ähnliche, jedoch weitgehend eigenständige Fa 336 entworfen. Das Konzept enthielt ebenso einen 60-PS-Motor sowie einen konventionellen Heckrotor zum Drehmomentausgleich, kam aber aufgrund mangelnder Entwicklungskapazitäten nie über das Reißbrett hinaus.

## Beschreibung
Die Maschinen konnten bereits bei einer Geschwindigkeit von 30 km/h starten. Sie wurden allein durch die Geschwindigkeit des U-Bootes und durch den Wind angetrieben und emporgehoben (Autorotation). Der Aufbau war äußerst einfach gestaltet und bestand aus einer Stahlrohrkonstruktion und einem 7,31 m im Durchmesser messenden Hauptrotor, der aus drei Rotorblättern bestand.
Die Tragschrauber ließen sich zusammenklappen. Sie wurden nicht in den Innenräumen der Schiffe oder U-Boote verstaut, sondern in zwei mit wasserdichten Deckeln verschließbaren großen Druckbehältern (60 cm Durchmesser), die senkrecht an dem Turm des U-Bootes montiert waren. Einer der Behälter enthielt die drei Rotorblätter und die Nabe, der andere Rumpfgerüst, Steuerung und Leitwerk.
Der Start erfolgte von einem Starttisch, der in den sogenannten Wintergarten des U-Bootes montiert war. Der einzelne Beobachter hatte eine stark vergrößerte Sichtweite, was das Auffinden von Zielen verbessern sollte. Betrug die Sichtweite vom Turm des U-Boots in der Regel nicht mehr als 5 sm, konnte der Beobachter von der Bachstelze aus 25 sm blicken, da der Tragschrauber am 300 m langen Schleppseil eine Höhe von ca. 120 m erreichte.
Um die Maschinen auf einem U-Boot einsatzbereit zu machen, waren sieben Minuten notwendig, das Einpacken erfolgte in zwei Minuten. In Notfällen konnte der Pilot den Rotor abwerfen und dann mit dem Rest der Maschine an einem Fallschirm hängend landen. Mehr als 112 dieser einfachen, aber für ihre Zeit technisch hoch entwickelten Geräte wurden gebaut und auf den U-Booten des Typs IX D 2 eingesetzt.

## Technische Daten

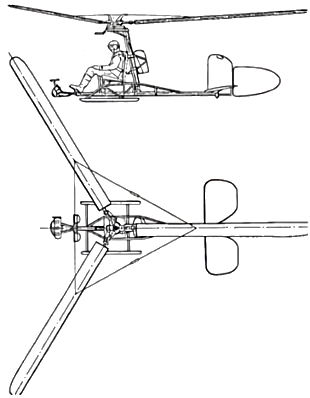
Zweiseitenansicht der Fa 330

| Kenngröße                                         | Daten                                                             |
| ------------------------------------------------- | ----------------------------------------------------------------- |
| Besatzung                                         | 1                                                                 |
| Rotorkreisdurchmesser                             | 7,32 m                                                            |
| Rotorkreisfläche                                  | 42,00 m²                                                          |
| Länge                                             | 4,42 m                                                            |
| Höhe                                              | 1,67 m (mit Startschlitten)                                       |
| Leermasse                                         | 68 kg                                                             |
| Rüstmasse                                         | 75 kg                                                             |
| Startmasse                                        | 175 kg                                                            |
| Mindestgeschwindigkeit                            | 25 km/h                                                           |
| Einsatzgeschwindigkeit bei 300 m Schleppseillänge | 35 km/h in 100 m Höhe 50 km/h in 200 m Höhe 80 km/h in 250 m Höhe |

## Erhaltene Flugzeuge

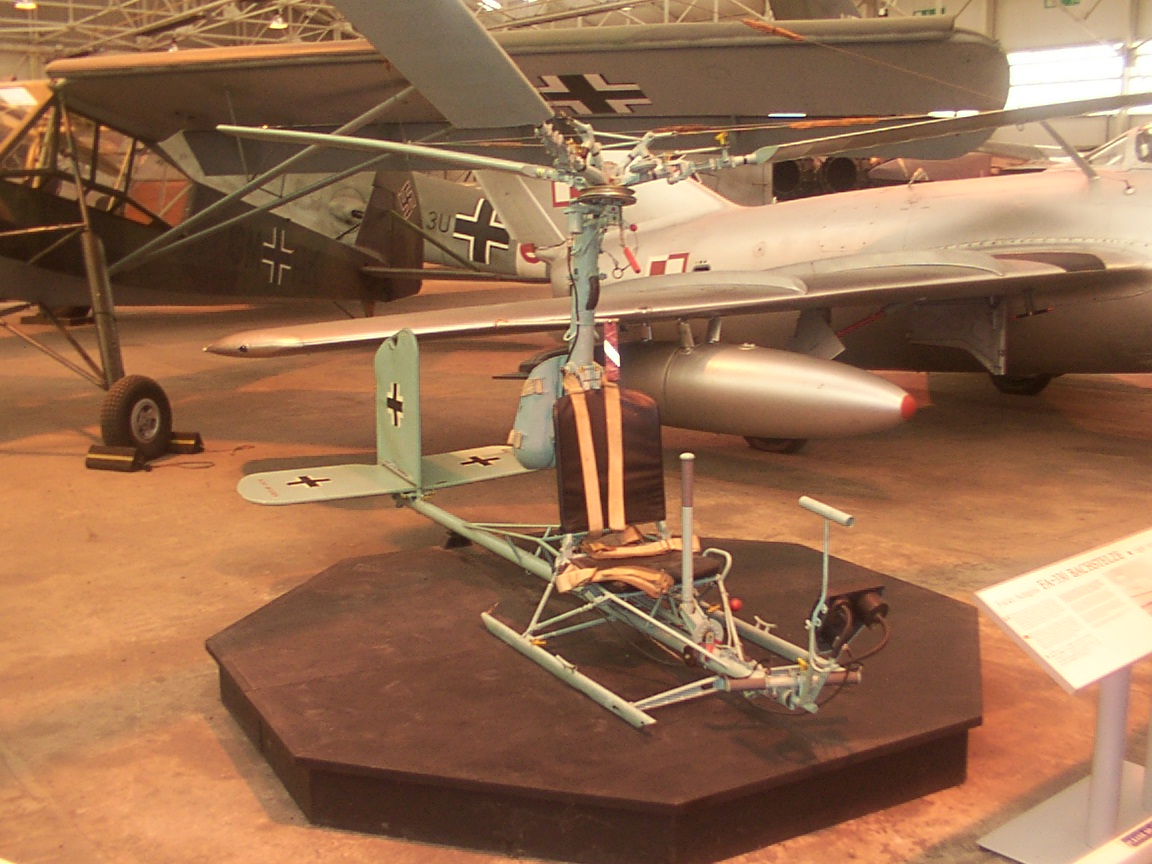
Fa 330 A-1 #100503 im RAF Museum Cosford

Eine Reihe von Fa 330 sind erhalten und werden ausgestellt:
- Hubschraubermuseum Bückeburg, Deutschland[12]
- Deutsches Technikmuseum Berlin, Deutschland
- Deutsches Museum München, Deutschland
- Imperial War Museum Duxford, Vereinigtes Königreich
- Musée de l’air et de l’espace, Frankreich[13]